# Anomodontia
Os Anomodontia ou anomodontos são um dos três maiores grupos de animais da ordem therapsidas.  Eles são em sua maioria herbívoros e viveram entre os períodos Permiano e Triássico.

## Classificação

### Taxonomia
- Clado Therapsida
- SUBORDEM ANOMODONTIA
  - Anomocephalus
  - Patranomodon
  - Venyukoviamorpha
    - Família Venyukoviidae
      - Otsheria
      - Suminia

  - Infraordem Dromasauria
    - Família Galeopidae

  - Infraordem Dicynodontia
    - Família Eodicynodontidae
    - Colobodectes
    - Família Endothiodontidae
    - Pristerodontia
      - Família Pristerodontidae
      - Família Oudenodontidae
      - Família Aulacocephalodontidae
      - Família Lystrosauridae
      - Família Dicynodontidae
      - Superfamília Kannemeyeriiformes
        - Família Shansiodontidae
        - Família Stahleckeriidae
        - Família Kannemeyeriidae

    - Diictodontia
      - Robertia
      - Família Diictodontidae
      - Superfamília Emydopoidea
        - Família Emydopidae
        - Família Cistecephalidae

    - Kingorioidea
      - Família Kingoriidae